# Na mi újság, Wagner úr?
A Na mi újság, Wagner úr? a Fonográf együttes második nagylemeze. 
Olyan dalok találhatóak meg rajta, mint a címadó Wágner úr, A széllel szemben, Az első sorban ült, vagy a Rám vár az élet.
A felvétel a Hungaroton stúdiójában készült, 1975-ben. Több mint százezer eladott példányszámmal kétszeres aranylemez lett.

## Az album dalai
1. Wagner úr (Szörényi Levente-Bródy János)
2. Még nem tudom (Szörényi Levente-Bródy János)
3. Élj boldogan (Szörényi Levente-Bródy János)
4. Egy őszinte dal (Tolcsvay László-Bródy János)
5. Rám vár az élet (Tolcsvay László-Bródy János)
6. A széllel szemben (Szörényi Levente-Bródy János)
7. Az első sorban ült (Móricz Mihály-Bródy János)
8. Hol jársz, Gabriella? (Tolcsvay László-Bródy János)
9. Ha csókol a szád (Németh Oszkár)
10. Álmodunk és ébredünk (Szörényi Levente-Bródy János)
11. Ha felépül végre a házunk (Szörényi Szabolcs-Bródy János)

## Közreműködők

### Fonográf együttes
- Szörényi Levente – gitárok, ének
- Bródy János – gitár, steel gitár
- Tolcsvay László – ének, billentyűsök, gitár, banjo, szájharmonika
- Móricz Mihály – gitárok, ének
- Szörényi Szabolcs – basszusgitár, ének
- Németh Oszkár – dob, ütőhangszerek, ének

### Közreműködő zenészek
- Dely István – konga
- Dely László – konga
- Kaszás Mihály – timpani
- Balassa P. Tamás – karmester (vonós kamarazenekar)

### Technikai stáb
- Juhász István – zenei rendező
- Dobó Ferenc – hangmérnök
- Bányai István – grafika
- Hegedűs György – fotó